# NGC 2784
NGC 2784 est une vaste galaxie lenticulaire située dans la constellation de l'Hydre. NGC 2784 a été découverte par l'astronome germano-britannique William Herschel en 1784.

## Caractéristiques

### Distance
Sa vitesse par rapport au fond diffus cosmologique est de 1 001 ± 41 km/s, ce qui correspond à une distance de Hubble de 14,8 ± 1,2 Mpc (∼48,3 millions d'al).
À ce jour, sept mesures non basées sur le décalage vers le rouge (redshift) donnent une distance de 17,827 ± 19,525 Mpc (∼58,1 millions d'al), ce qui est à l'intérieur des valeurs de la distance de Hubble. L'écart type de cet échantillon est plus grand que la moyenne en raison d'une valeur égale 61,9 Mpc, ce qui semble plutôt incohérent. Si on ne tient compte que des six autres valeurs, on obtient une distance égale à 10,482 ± 2,056 Mpc (∼34,2 millions d'al), valeur qui est légèrement à l'extérieur de la distance de Hubble. 

### Morphologie
NGC 2784 a été utilisée par Gérard de Vaucouleurs comme une galaxie de type morphologique SA(l)0o dans son atlas des galaxies,.

## Groupe de NGC 2835
NGC 2784 est un membre du groupe de NGC 2835 qui compte au moins 5 galaxies. Trois de ces cinq galaxies sont indiquées dans un article d'A.M. Garcia paru en 1993 et sur le site de Richard Powell, « Un Atlas de l'Univers » : NGC 2835, NGC 2784 et ESO 565-1. Garcia ajoute la galaxie ESO 497-17 et Powell ajoute la galaxie ESO 564-30. Une étude réalisée en 2017 a recensé 31 galaxies naines appartenant à ce groupe.